# コサンケイ
コサンケイ (小山鶏、Lophura edwardsi) は、鳥綱キジ目キジ科コシアカキジ属に分類される鳥類。

## 分布
ベトナム中部

## 形態
全長オス58 - 65センチメートル、メス47センチメートル。翼長オス22 - 24センチメートル、メス21 - 22センチメートル。体重オス1,115グラム、メス1,550グラム。
顔には羽毛がなく、赤い皮膚が裸出する。
卵は長径4.5センチメートル、短径3.6センチメートル。
オスは頸部から背・腰・下胸・腹部が、緑や青・紫などの光沢がある黒。頭頂には白い羽毛が、やや伸長（冠羽）する。初列風切や次列風切は黒く、三列風切の先端は光沢のある青緑色。顔の裸出部がより大型。虹彩は赤褐色。嘴の色彩はは緑がかった白で、後肢の色彩は赤い。メスは全身が褐色。冠羽がない。尾羽や翼は青みがかる。顔の裸出部がより小型。虹彩は褐色。嘴の色彩は黄褐色で、後肢の色彩は淡赤色。

## 分類
中央尾羽が白い個体が、別種アンナンコサンケイL. hatinhensisとされていたこともある

## 生態
標高600メートル以下にある、藪地の多い湿潤林に生息する。
繁殖様式は卵生。5 - 6個の卵を産む。抱卵期間は24 - 25日。

## 人間との関係
農地開発や森林伐採・ベトナム戦争での除草剤の散布による生息地の破壊などにより生息数は激減し、狩猟による生息数の減少も懸念されている。2018年の時点で2000年以降は確実な記録がなく、2000年代に既に野生下では絶滅してしまった可能性もある。1975年のワシントン条約発効時から、ワシントン条約附属書Iに掲載されている。

## 画像

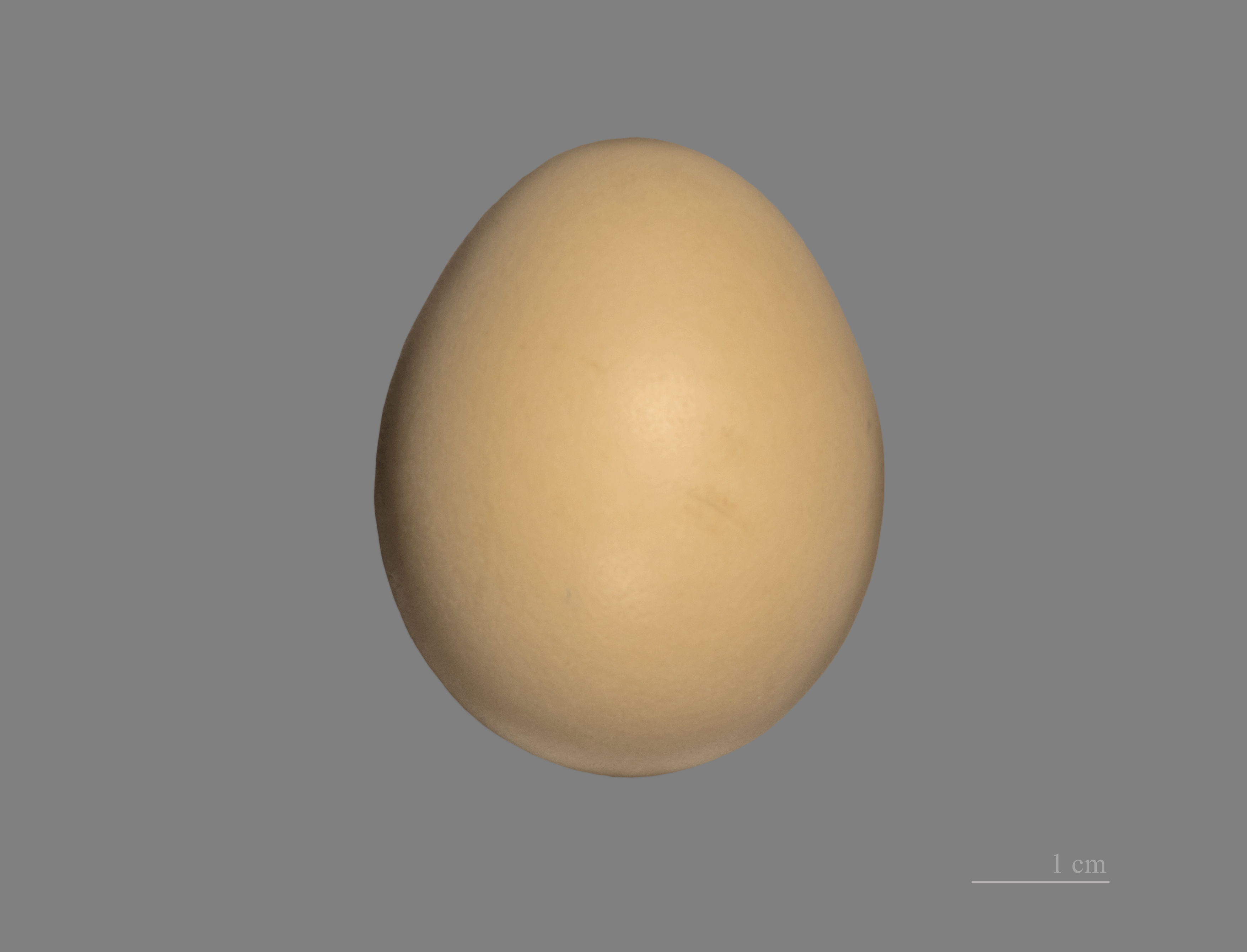
卵